# 梗花华西龙头草
梗花华西龙头草（学名：Meehania fargesii var. pedunculata）为唇形科龙头草属下的一个变种。

## 扩展阅读
- 維基物種上的相關：梗花华西龙头草